# 99 (пісня)
 99  — пісня каліфорнійського гурту «Toto». Автором композиції є Девід Пейч. Вокальні партії виконав Стів Лукатер. На пісню було зняте відео.
Ця композиція була написана Девідом Пейчем під враженням від перегляду антиутопічної драми Джорджа Лукаса THX 1138. У цьому фільмі розповідається про тоталітарне майбутнє, в якому суспільство контролюється комп'ютерами. Замість імен та прізвищ, людям призначаються комбінації з букв і цифр. Головна ж героїня пісні - дівчина на ім'я "дев'яноста дев'ята" ("ninety nine"/"99").
«99» була видана першим синглом з альбому Hydra. Композиція посіла 26 сходинку Billboard Hot 100 і стала останнім синглом з цього альбому, який потрапив у американські чарти. Хоча пісню і відносять до низки хітів «Toto» - музиканти не дуже люблять грати її на концертах. Останні концерти на яких виконувалася ця композиція, відбулися ще на початку 80-х. У 2007 році, Стів Лукатер, у своєму блозі, зізнався що ненавидить цю пісню.

## Відео-кліп
Як і на пісню, так і на кліп концептуально вплинула стрічка Джорджа Лукаса THX 1138: у цілком білій кімнаті, музиканти - які в свою чергу одягнені у білий одяг, виконуть "99". Головним чином камера фокусується на Стіві Лукатері, який виконує волальні партії. 
Режисером кліпу став Брюс Гуверс (він зняв Bohemian Rhapsody для гурту Queen).

## Композиції
Сторона А
1. 99	(3:27)

Сторона Б
1. Hydra	(4:58)